# 聖マルティヌスと乞食
『聖マルティヌスと乞食』（せいマルティヌスとこじき、西: San Martín y el mendigo、英: Saint Martin and the Beggar）は、ギリシャ・クレタ島出身であるマニエリスム期のスペインの巨匠エル・グレコがキャンバス上に油彩で制作した聖マルティヌスを主題とした作品である。画家は、1597-1599年にトレドのサン・ホセ礼拝堂のために祭壇衝立を制作したが、本作はその祭壇衝立を構成した作品のうちの1点である。作品は1906年まで同礼拝堂にあったが売却され、最終的に1942年、ピーター・アレル・ブラウン・ワイドナーのコレクションからワシントン・ナショナル・ギャラリーに寄贈された。

## サン・ホセ礼拝堂祭壇衝立
1590年代後半はエル・グレコにとってきわめて重要で、実り豊かな時期であった。この時期に、画家はスペイン時代に受注した6つの祭壇衝立のうちの2つを制作した。ドーニャ・マリア・デ・アラゴン学院の祭壇画とサン・ホセ礼拝堂のために制作された祭壇画である。サン・ホセ礼拝堂の主祭壇の中央パネルには『聖ヨセフと幼子イエス』(サン・ホセ礼拝堂)、その上に『聖母戴冠』(サン・ホセ礼拝堂)、南側の脇祭壇には『聖母子と聖アグネスと聖マルティナ』(ワシントン・ナショナル・ギャラリー)、北側の脇祭壇には本作『聖マルティヌスと乞食』が飾られた。この礼拝堂は、1569年に亡くなったトレド大学の神学教授で慈悲心に富んだマルティン・ラミ―レス・デ・サーヤスにより建立され、彼の遺言に従ってイエス・キリストの養父聖ヨセフ (スペイン語で「サン・ホセ」) に捧げられたキリスト教世界初の礼拝堂であった。中央祭壇に幼子イエスを守る聖ヨセフが描かれているのはそのためである。

## 作品
本作は、寄進者マルティン・ラミ―レス・デ・サーヤスの霊名の聖人、すなわち守護聖人であった聖マルティヌス (スペイン語で「サン・マルティン」) が主題である。聖マルティヌスは、コンスタンティヌス1世治下の紀元4世紀に今日のハンガリーに生まれた聖者だった。今日のフランスのアミアンに駐在していたある冬の日に裸の乞食に出会った彼は、剣を抜き自分のマントを2つに切って与えた。その夜、聖人の前にキリストが現れ、彼の善行をめでたと伝えられている。
本作で、聖マルティヌスはアラブ系の白馬にまたがった、当時のスペインの上品な青年貴族として表現されている。仰角の視点により聖人の堂々たる崇高さがいっそう強調されている。馬の前脚が形作る空間には、古代ローマ時代からトレドにあったアルカンタラ橋が点景として描かれている。善行は時間と空間を超越した永遠不滅の価値であることを暗示しているのであろうか。
緑色のマントを手にする乞食も、エル・グレコが創造したもっとも美しい身体を与えられている。交錯する光と影にゆらめくこの身体は、画家が到達した、ヘビのうねりを思わせる身体、いわゆるフィグーラ・セルペンティナータの典型である。